# La Provence (gazeta)
La Provence – francuski dziennik lokalny wydawany w regionie Prowansji.
Dziennik został założony w 1997 roku wraz z połączeniem się dwóch gazet – „Le Provençal” oraz „Le Méridional”. Siedziba dziennika znajduje się Marsylii, oprócz tego posiada on dziesięć lokalnych redakcji w trzech francuskich departamentach. Redaktorem naczelnym gazety jest Hedi Dahani, natomiast jej właścicielem jest koncern mediowy „Groupe Hersant Média”.
Z nakładem wynoszącym ponad 170 000 egzemplarzy dziennie, „La Provence” jest jedną z najbardziej poczytnych gazet w regionie.